# Navette (pâtisserie)
Pour les articles homonymes, voir Navette.
Les navettes sont des pâtisseries provençales, des biscuits traditionnellement préparés pour la Chandeleur à la place des crêpes, notamment à Marseille, qui ont goût d'anis. Leur forme, qui évoque traditionnellement une barque, est similaire à celle d'une navette à tisser.

## Légendes liées aux origines

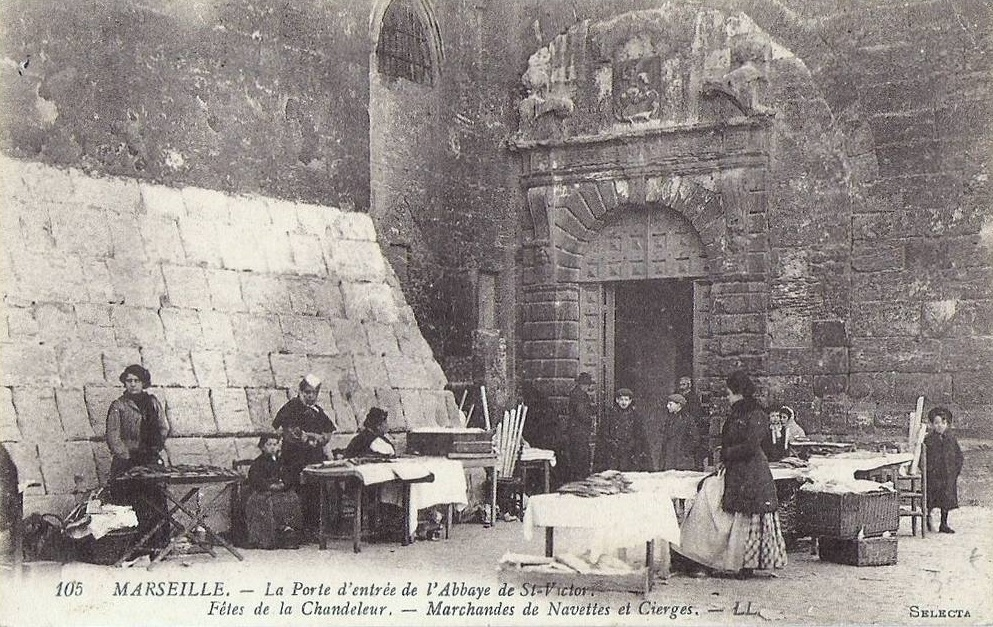
Marchandes de navettes et de cierges, lors de la Chandeleur, devant l'Abbaye Saint-Victor de Marseille

Pour certains, l'origine de ce biscuit est associée aux fêtes de la Chandeleur célébrées en l'abbaye Saint-Victor. Vers la fin du XIIIe, une statue de Vierge s'échoua sur les bords du Lacydon. Elle était en bois polychrome ; sa robe verte était salie, meurtrie par la patine. Elle portait une couronne d'or. Il n'en fallut pas plus pour que le petit peuple des artisans marseillais voit là une marque du destin et un signe de protection. Bien que souvent associée à ce biscuit, cette légende n'explique en rien le lien entre cet événement et la pâtisserie allongée. Elle fut, selon les uns, Notre Dame du Feu nouveau, selon les autres, la Vierge protectrice des Gens de mer.
D'autres disent que la navette symbolise la barque qui amena les Saintes Maries sur les côtes de Provence, ce qui expliquerait son nom (naveta étant le diminitif de nau, « nef », en provençal). Pour rappeler cette histoire, Monsieur Aveyrous, fondateur du Four en 1781, aurait eu l'idée de donner à un biscuit la forme d'une barquette.
D'autres encore disent que la navette est une réminiscence des gâteaux fabriqués pour les fêtes des déesses-mères et que leur forme évoque bien autre chose qu'une barque : la fécondité.

## Tradition
La Chandeleur, fête chrétienne, correspond à la fois à la purification de la Vierge Marie, la présentation de Jésus au temple de Jérusalem et l'arrivée des Saintes Maries sur les côtes provençales. Cette antique fête des chandelles (du latin, candela), jour où l'on mange des crêpes, est donc devenue en Provence, celle où l'on déguste des navettes.
Elles étaient achetées par douzaine pour correspondre aux douze mois de l'année. Ces biscuits, censés porter chance pour qui se les procurait, devenaient des talismans contre la foudre et le feu quand, dans la même maison, se trouvaient des cierges (chandelles) dont la flamme protégeait mas et bergeries lors des orages.

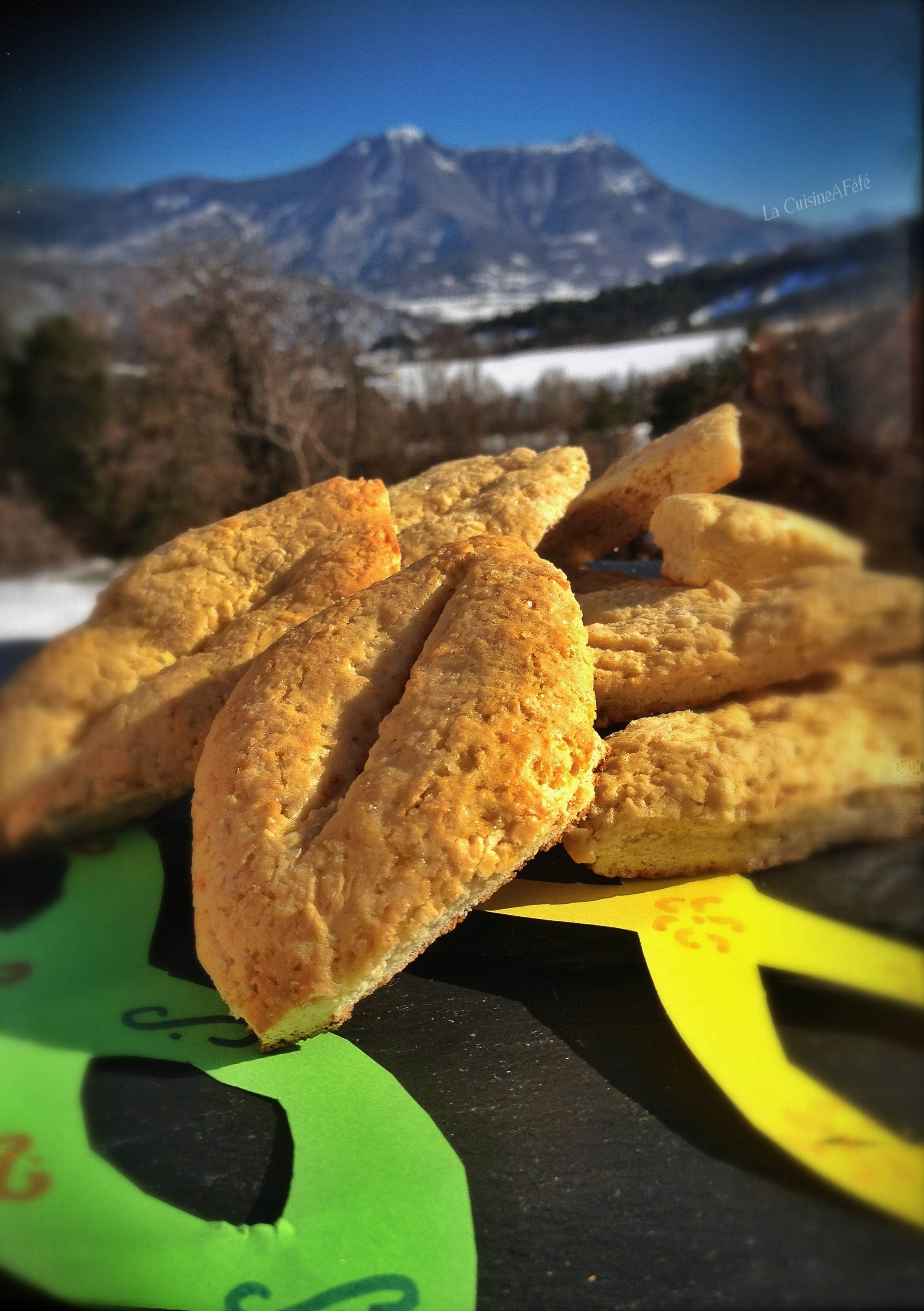
Navettes des Alpes provençales.
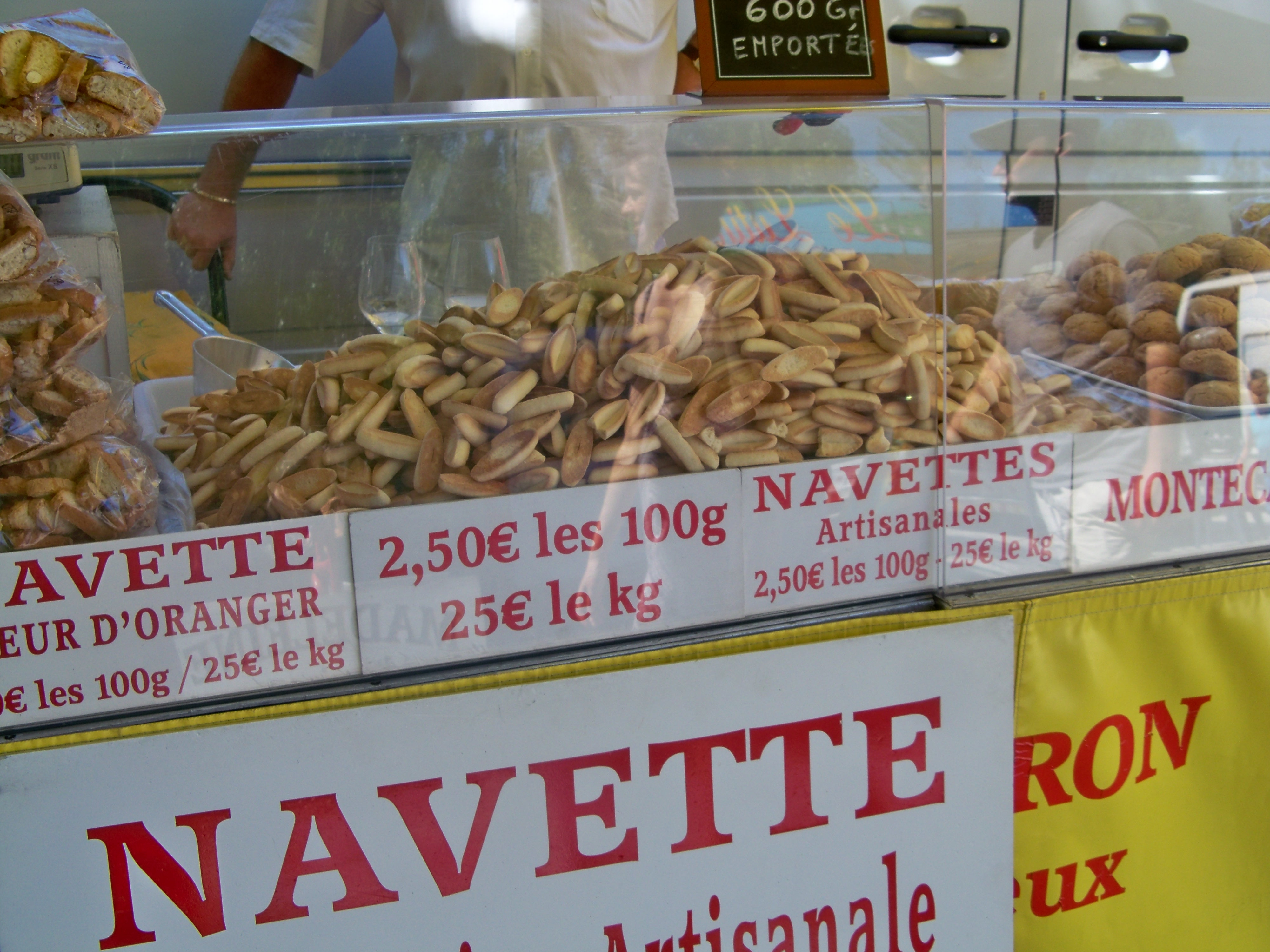
Navettes à l'eau de fleur d'oranger, lors d'une fête foraine dans la Drôme provençale.

## Les trois navettes
Il existe en Provence trois sortes de navettes. La navette classique, qui est parfumée à l'eau de fleur d'oranger, la navette de Marseille, nature, et la navette provençale, plus tendre mais qui se conserve moins longtemps. Elle est faite à base de farine de blé, sucre, beurre, œufs et zeste de citron[à vérifier].

## Évolutions

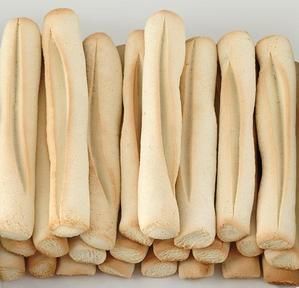
Navettes de Marseille dans une boutique

Usuellement parfumées à l'eau de fleur d'oranger, les navettes sont aujourd'hui parfumées avec toutes sortes d'épices.
Dans la grande distribution et dans un grand nombre de sites touristiques provençaux, une version assez éloignée de la recette originelle est commercialisée. Elle se rapproche alors plus d'un sablé, en forme de navette, mais de taille plus réduite.